# Crytea sanguinator
Crytea sanguinator là một loài tò vò trong họ Ichneumonidae.